# Musée du chemin de fer américain
Le musée du chemin de fer américain (en anglais : Museum of the American Railroad) se trouve dans le Fair Park à Dallas. Il expose une importante collection d'équipements ferroviaires.

## Galerie de photos

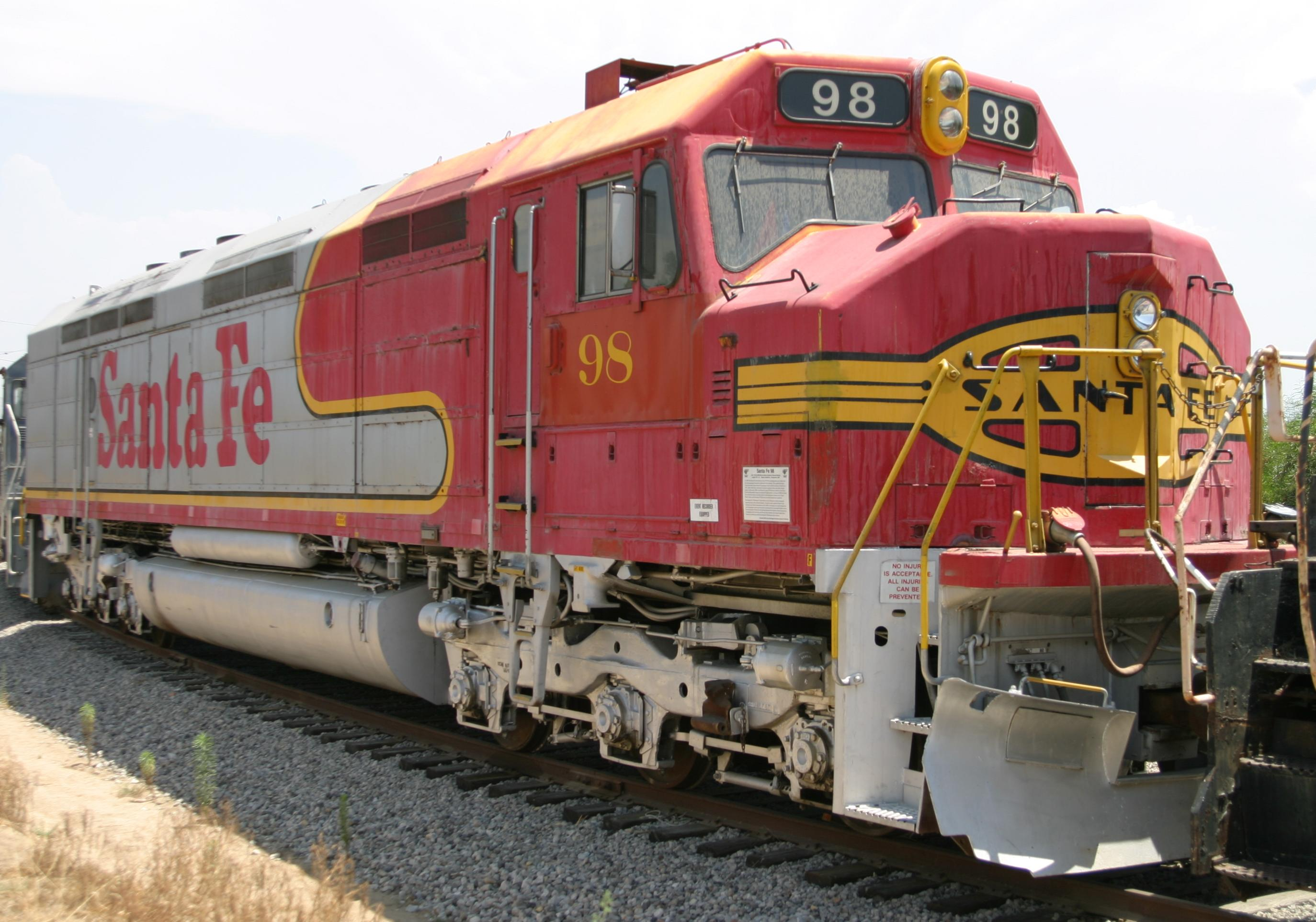
EMD FP45
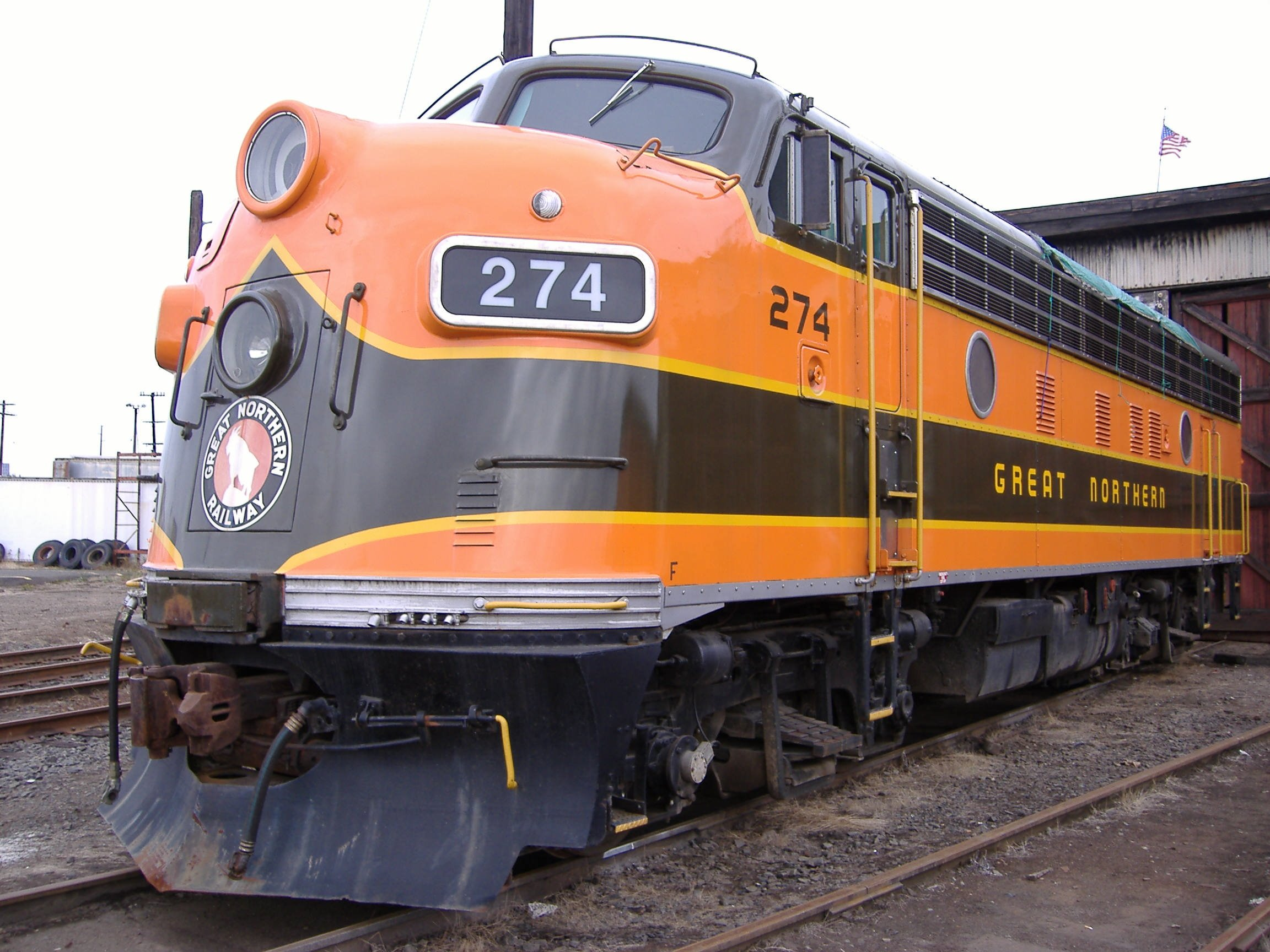
EMD F7